# 石岡バスストップ

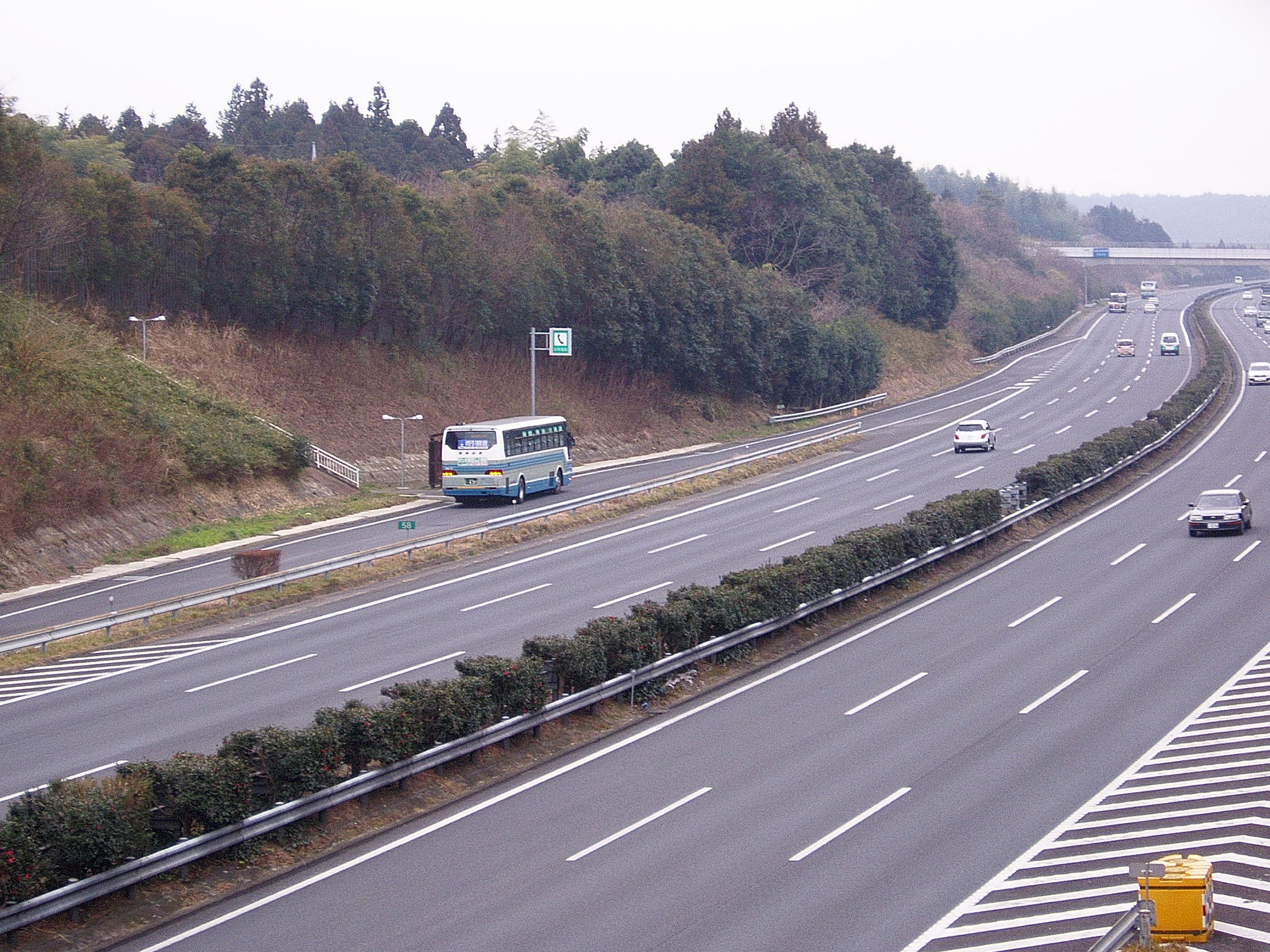
石岡バスストップ 上り線でバスが乗車扱い中

石岡バスストップ（いしおかバスストップ）は、茨城県石岡市若松二丁目の常磐自動車道本線上にあるバス停留所施設である。常磐道や茨城県では初となる「パークアンドライド」方式の取り組みの一環として整備された。2004年10月1日使用開始。

## 停車路線
- みと号（関東鉄道・JRバス関東・茨城交通）
  - 赤塚ルート： 東京駅（下り・休日上り）・都営浅草駅（平日上り）- 八潮PA（上り）- 石岡BS - 内原BS
  - 県庁ルート： 東京駅（下り・休日上り）都営浅草駅（平日上り）- 八潮PA（上り）- 石岡BS - 茨城町西インター

- TMライナー（関東鉄道）※この路線のみ上下とも乗降可
下広岡 - 石岡BS - 県自動車学校（平日）・大塚（土休日）

- よかっぺ号（関東鉄道・近鉄バス）
  - （水戸 - 大阪間）

土浦駅東口 - 石岡BS - 大塚

- 名古屋線（茨城交通）
  - （日立・水戸・つくば - 名古屋間）

つくばセンター - 石岡BS - 大塚

- 日立・水戸⇔羽田空港線（茨城交通）
  - （日立・水戸 - 羽田空港間）

羽田空港 （下り・上り） - 八潮PA（上り）- 石岡BS - 水戸大洗インター

- 水戸⇔東京ディズニーリゾート線（関東鉄道）
  - （水戸駅南口 - 東京ディズニーリゾート間）

つくばセンター - 石岡BS - 大塚

## 施設構造
常磐自動車道の58キロポスト付近に位置している。乗降場は、下り（水戸方面）と上り（東京方面）では100mほど位置がずれており、上り線のほうが東京寄りになっている。
掘割構造となっており、乗車する際には側道から防音壁の引戸を抜け、階段で下りることになる。下り線は「TMライナー」以外は降車専用となるため、待合室などは設置されておらず、各種案内は照明の柱にくくり付けられている。上り線は待合室が設置されており、時刻表などは待合室内に掲示されている。掲示物の一部は防音壁の出入口近くにも掲示されている。
上り線側の入口近くには、利用者用の無料駐車場が整備されている。

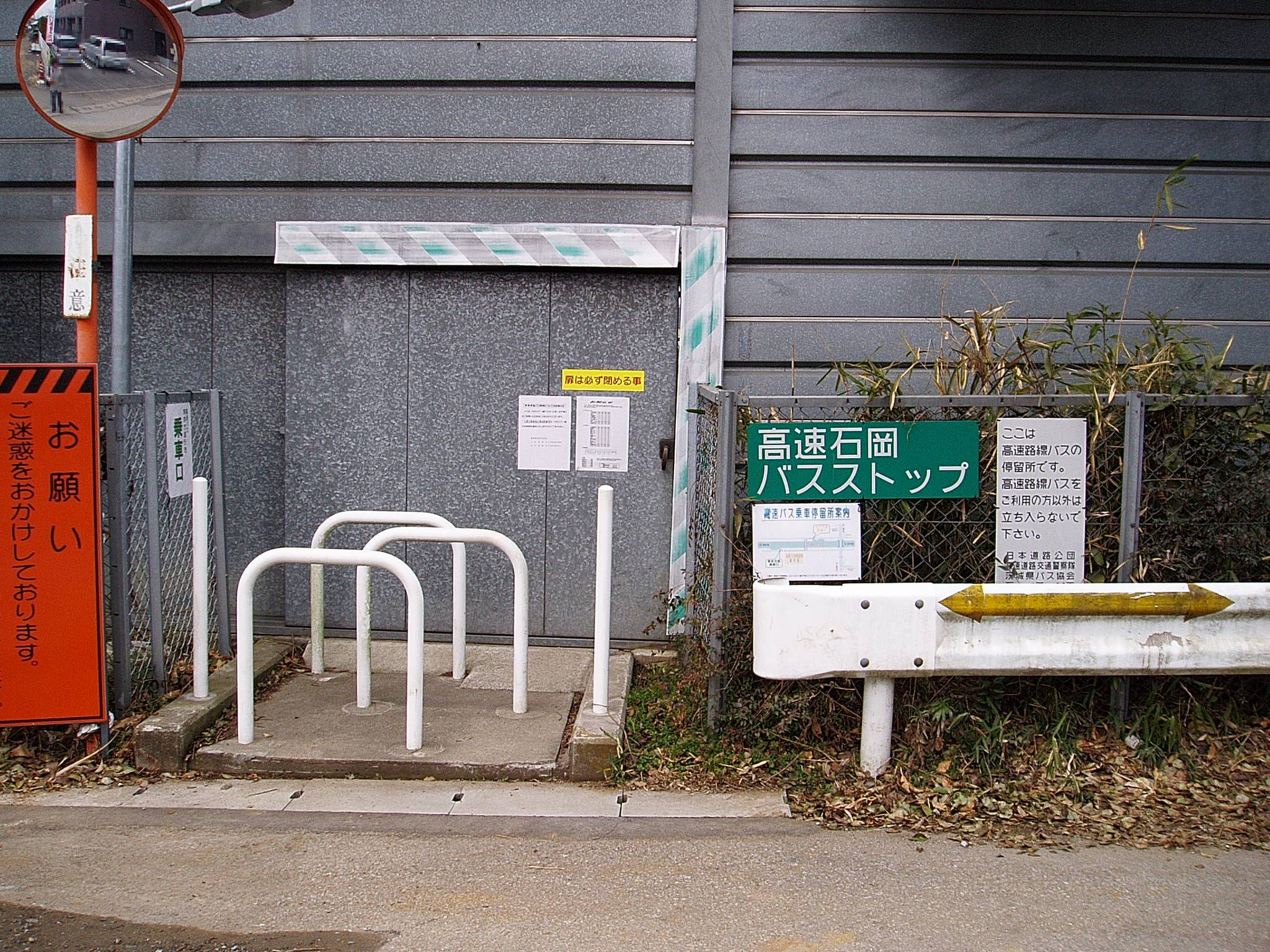
石岡バスストップ 上り線入口
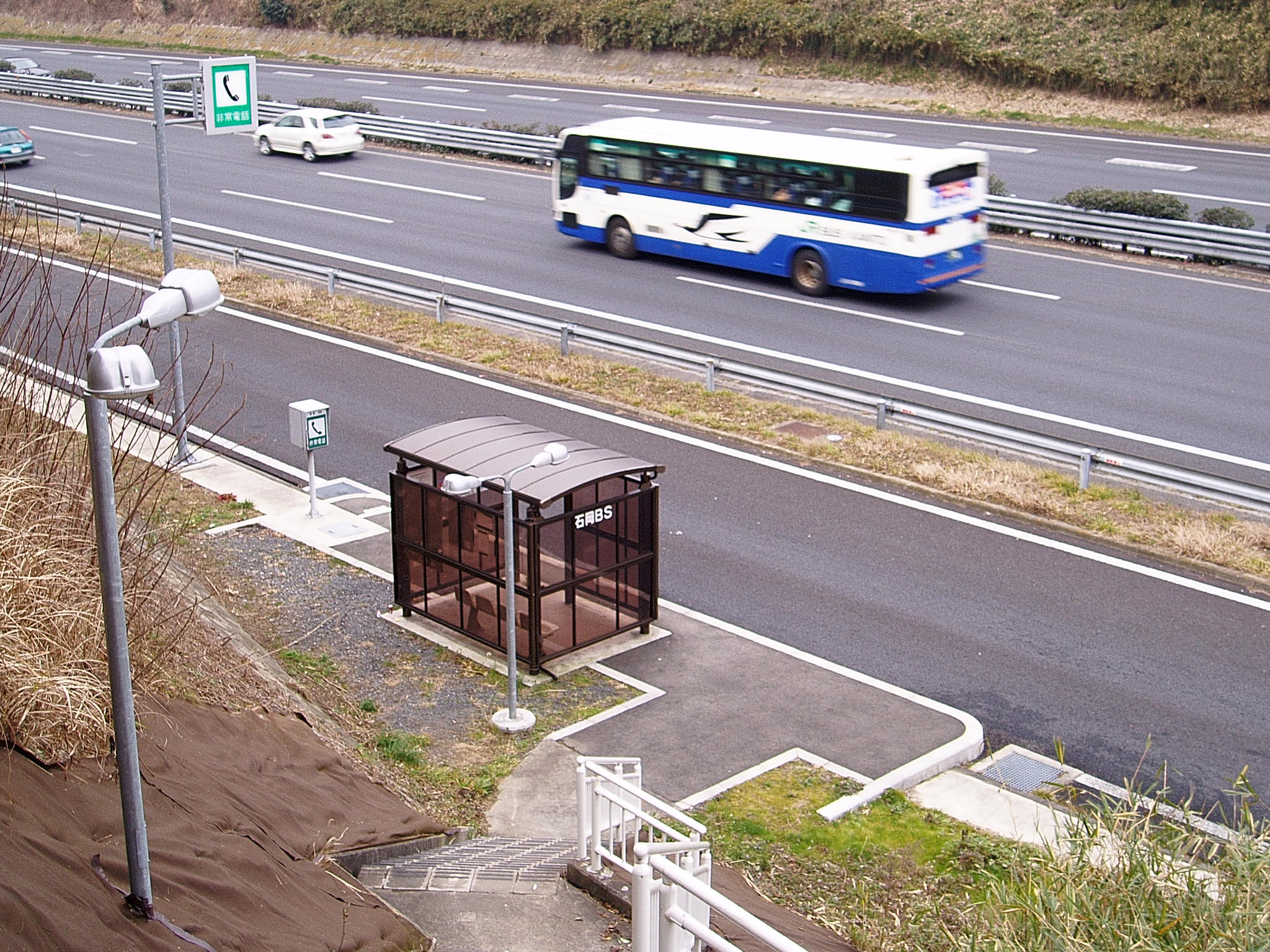
石岡バスストップ 上り線は待合室がある
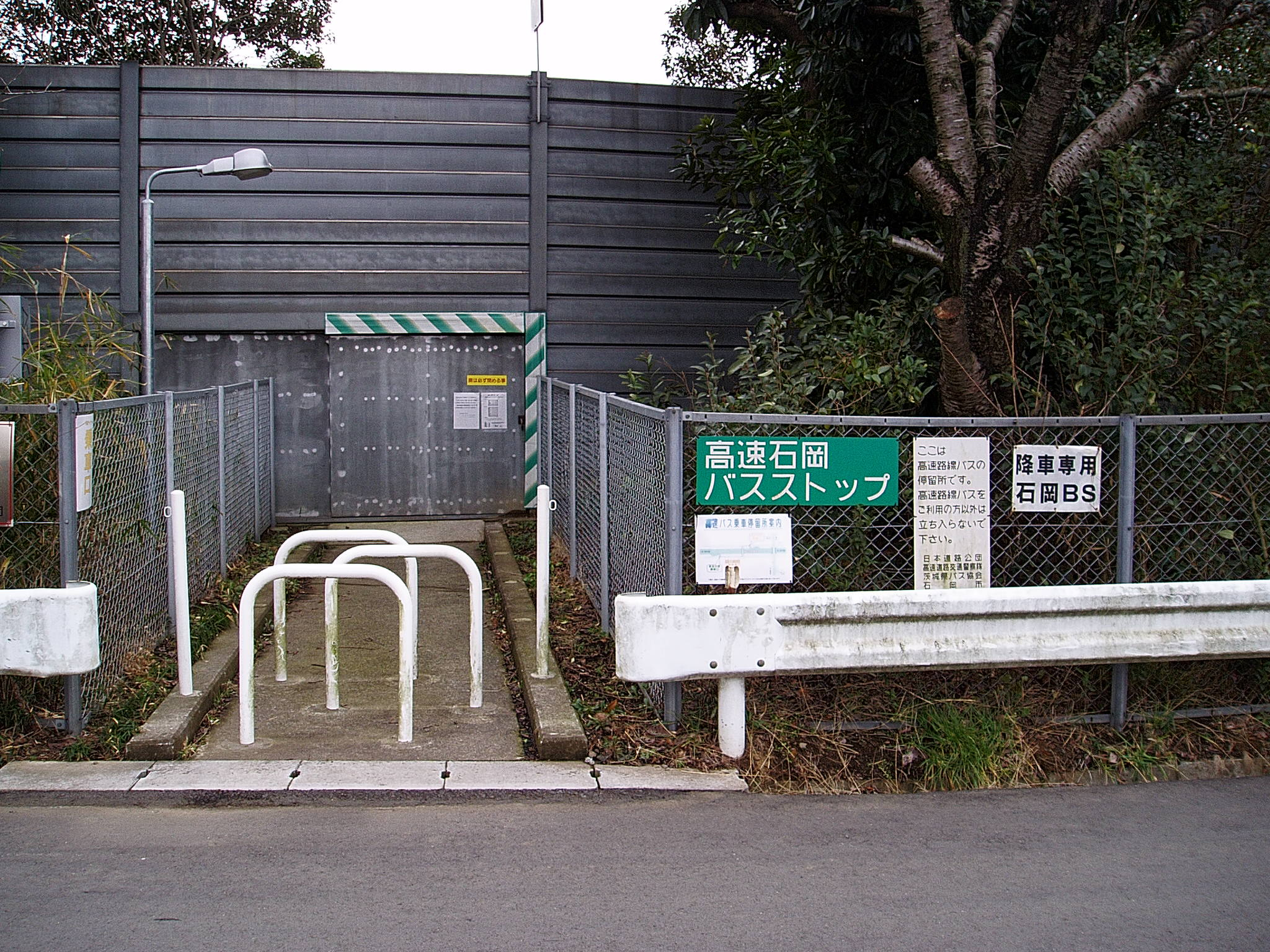
石岡バスストップ 下り線入口
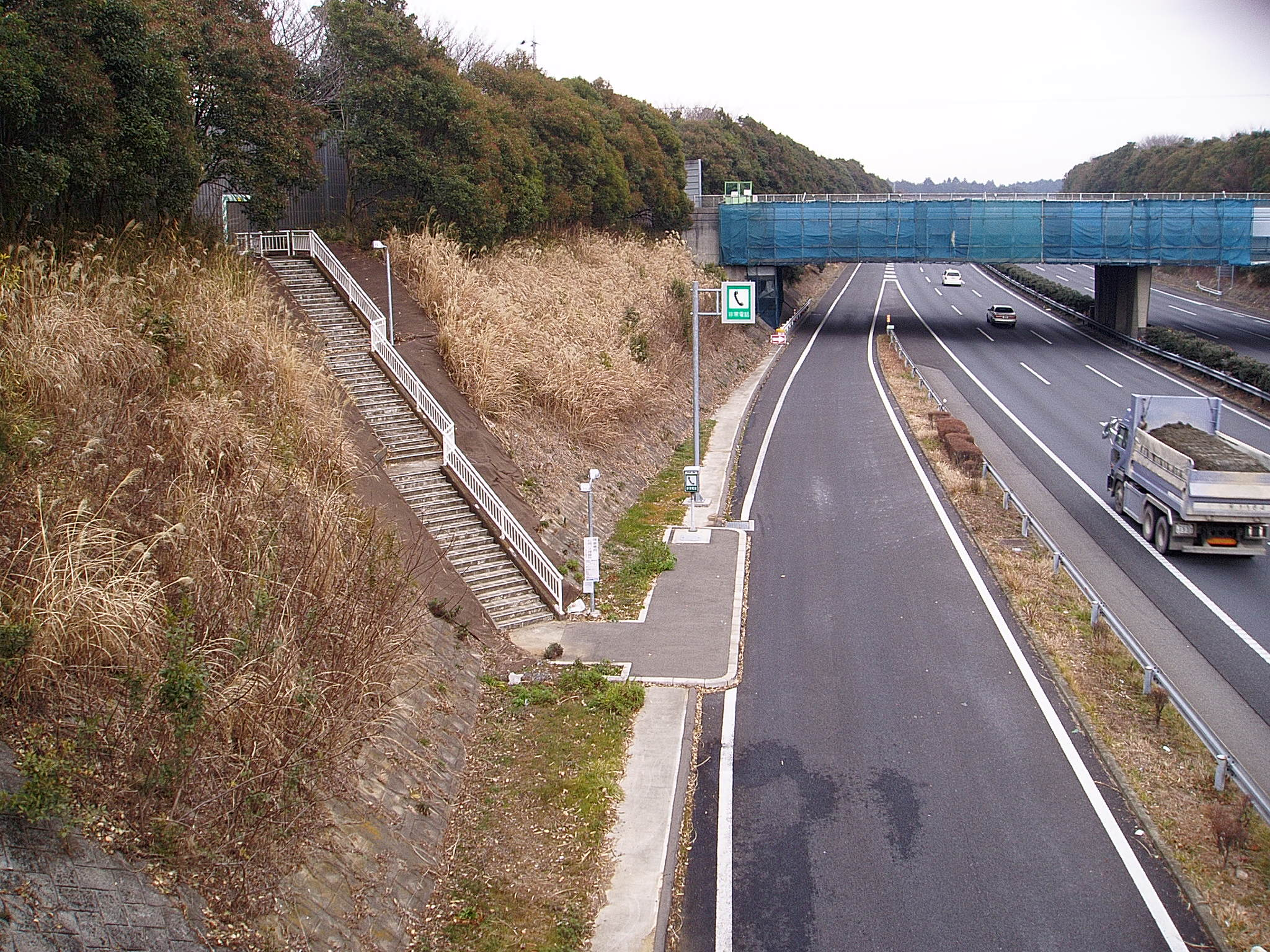
石岡バスストップ 下り線は「TMライナー」以外は降車専用となるため、待合室などの設備はない。後方にある陸橋が茨城県道7号石岡筑西線
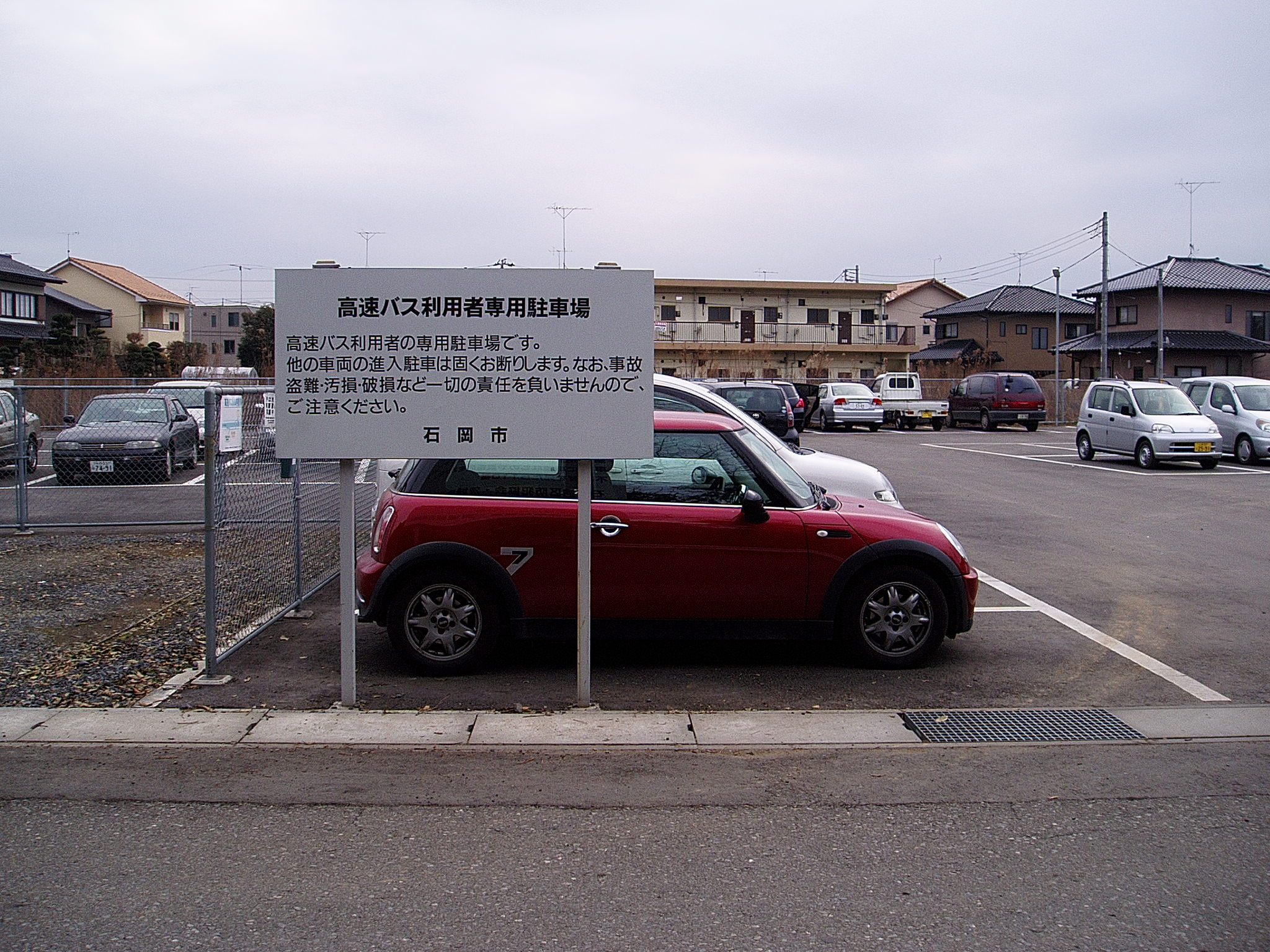
石岡バスストップ近くの利用者用駐車場
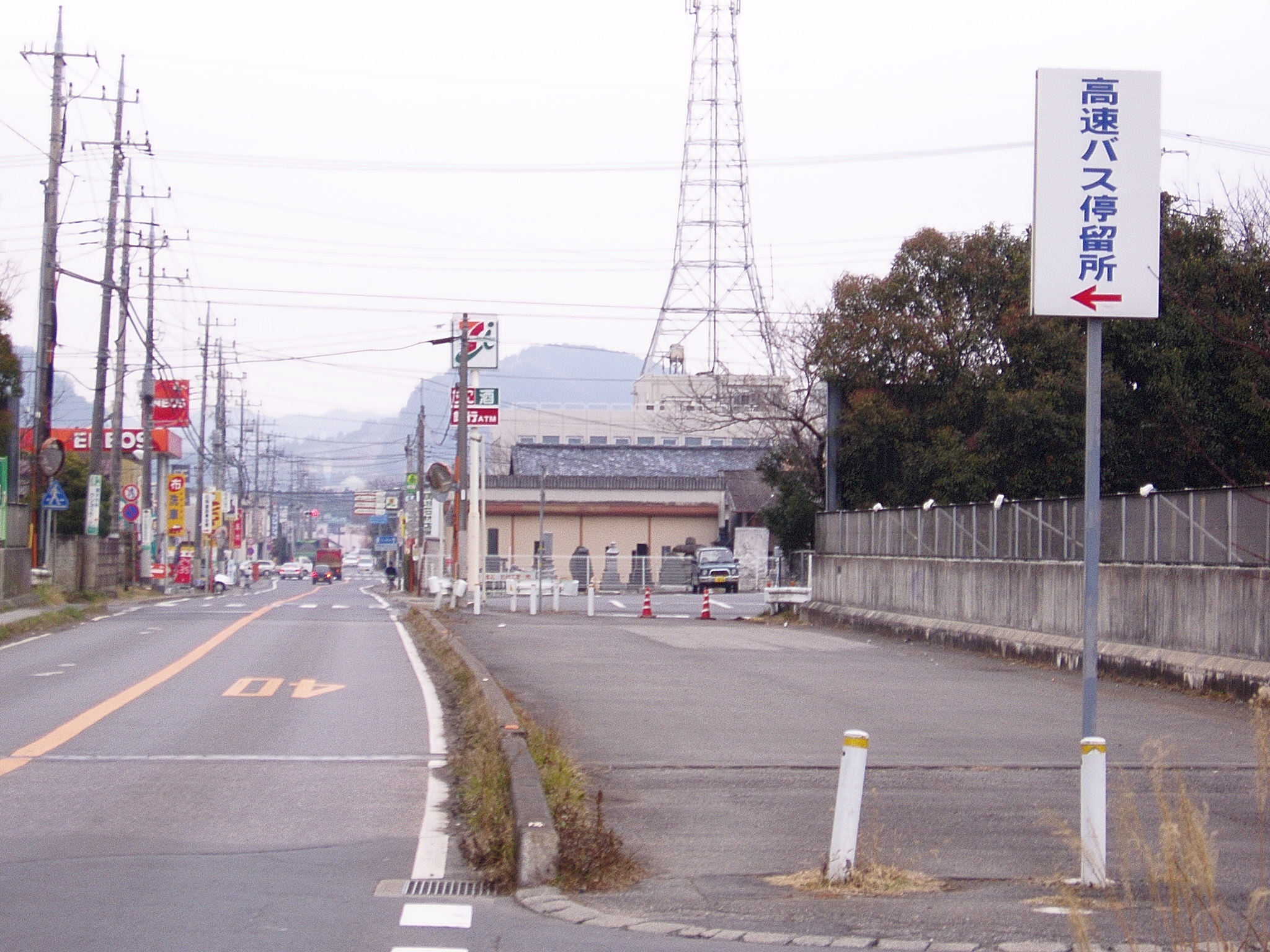
茨城県道7号石岡筑西線上にある「高速バス停留所」の看板

## 高速石岡東バス停留所
当停留所前の一般道路上に近距離一般路線バスの「高速石岡東」停留所（2021年8月9日までは「西羽黒」）が設置されており、石岡、柿岡の両市街へのアクセスが可能。常磐道のバス停としては二次交通との結節が比較的良好な状況となっている。こちらは一般的な途中バス停であり待合所やトイレの設備はないが、付近にコンビニエンスストアがある。
毎時1-2便運行されており、石岡駅まで数分210円、スカイスポーツの盛んな八郷地区の中心・柿岡まで20分程度520円である。茨城空港・鉾田方面は石岡駅停留所で乗り換えることによりアクセスできる。
「石岡のおまつり」開催時は迂回休止となるため、1つ隣（西側）の「鹿の子東」停留所利用となる。
- 関東鉄道（旧関鉄グリーンバス）「林線」[2]
石岡駅からは、「林経由柿岡車庫行き」（他の経由地便は不可）に乗車し、所要5分程度。バス停前には高速バスのりばへの案内標識がある。

## 自家用車アクセス
茨城県道7号石岡筑西線から「高速バス停留所」の看板を曲がり、石岡BS利用者専用駐車場（44台・無料）利用。

## 停留所周辺
周囲は市街地に隣接する郊外の住宅地となっている。コンビニエンスストア（トイレ・ATMあり）が2店、酒店が1店、レストランが3店ある。
- セブン-イレブン石岡鹿の子店
- ファミリーマート石岡鹿の子一丁目店 - 高速バスの回数券を発売
- 志筑屋（酒店） - 石岡名物みそベビーカステラ
- 利用者専用無料駐車場
- JAホール石岡
- 石岡寂情セレモニー
- ENEOS
- 東京電力パワーグリッド土浦支店石岡地域配電保守グループ
- 石岡建設業協会
- 石岡市立府中中学校
- 石岡市立府中小学校
- 常陸国国分尼寺跡

## 隣接のバスストップ等
- 至近のBS/IC等
(7)千代田石岡IC - 石岡BS - (7-1)石岡小美玉SIC - 美野里PA - (8)岩間IC